# Pachnobia aegrota
Pachnobia aegrota là một loài bướm đêm trong họ Noctuidae.